# Americký klub dam
Americký klub dam, var en kvinnoorganisation i Kejsardömet Österrike i nuvarande Tjeckien, grundad 1865.
Det var Tjeckiens första sekulära kvinnoförening, bildad fem år efter 1860 års lag som legaliserade föreningsbildande. Föreningen, som grundades av till bland andra Karolina Světlá, skapades på initiativ av Vojta Náprstek efter att han återvänt från Amerika och hade för avsikt att dela kunskap, erfarenheter och intryck av livet där med tjeckiska kvinnor. 